# Структурно-енергетична теорія пристосовуваності
Структурно-енергетична теорія пристосовуваності була розроблена видатним вченим проф. Борисом Івановичем Костецьким.
1. Основна робота де стисло викладена структурно-енергетична теорія пристосовуваності матеріалів [1 - Kostetsky, B.I. The structural-energetic concept in the theory of friction and wear (synergism and self-organization). Wear 1992, 159, 1–15. https://doi.org/10.1016/0043-1648(92)90280-L, 2 - Костецкий Б.И. Структура и поверхностная прочность материалов при трении. / Костецкий Б.И. // Проблемы прочности. – 1981. – № 3. – С. 90 - 98.].
2. Робота де викладена структурно-енергетична теорія пристосовуваності матеріалів. - Поверхностная прочность материалов при трении / Б. И. Костецкий, И. Г. Носовский,  Л. И. Бершадский и др. – К.: Техніка, 1976. – 292 с.

Деформація металу в зоні контакту супроводжується виділенням тепла, внаслідок чого поверхневі шари нагріваються. Температура нагрівання визначається інтенсивністю виділення тепла і швидкістю відводу його із зони тертя.
Велика кількість дефектів кристалічної будови в поверхневих шарах  тіл, що підлягають тертю, а також підвищені температури обумов-люють інтенсивний розвиток дифузійних процесів, які приводять до зміни структури, хімічного і фазового складу матеріалів. Фізико-хімічна взаємодія поверхні металу з навколишнім середовищем приводить до утворення плівок, так званих вторинних структур.
Вторинні структури, наприклад оксиди, маючи високу міцність, теплостійкість, знижену теплопровідність, добре захищають поверхню основного матеріалу від руйнування і сприяють розвитку нормального зношування.
Якщо плівки вторинних структур мають підвищену крихкість, то вони тим самим інтенсифікують зношування. Так, насичення поверхні тертя титанових сплавів, сталей і інших металевих матеріалів воднем при терті у  середовищах, що вміщують водень (вода, авіаційне паливо, деякі типи змащень, гліцерин і ін.), а також у парі з деревом, пластмасами викликає різке окрихчування поверхневого шару. Інтенсивне викришування крихкого шару металу, що вміщує водень, сприяє розвитку особливого виду прискореного зношування поверхні тертя, яке одержало назву водневого зношування
Дифузійні процеси в мікрооб’ємах металу, що примикають безпосередньо до поверхні тертя або до плівок вторинних структур, можуть приводити до значних структурних змін у цих мікрооб’ємах. Фрикційне нагрівання сприяє протіканню в поверхневому шарі процесів відпуску, повернення і рекристалізації, що приводить до знеміцнення поверхні, зниженню її несучої здатності, посиленню схоплювання. У тяжких умовах тертя (високі швидкості й тиски, відсутність змащення), коли відбувається інтенсивне фрикційне нагрівання, в поверхневому шарі сталі може відбуватися α → γ перетворення. Виникає так званий аустеніт тертя. 
З одного боку, аустеніт тертя, маючи підвищену міцність, теплостійкість, може збільшувати опір сталі зношуванню. Але якщо умови експлуатації приводять до швидких теплозмін, то відбувається вторинне гартування аустеніту та утворення мартенситу, твердої й крихкої структури. В умовах динамічного навантаження ці шари через високу крихкість інтенсивне викришуються, що і веде до прискореного пошкодження поверхні.
Під час зношування в умовах структурно-енергетичної пристосованості поверхні тертя покриття, обладнані плівками вторинних структур, мають слабко виражений субмікрорельєф.
Залежно від умов тертя і властивостей матеріалів, що становлять пару тертя, окислювальне зношування може проявлятися у двох формах. Перша форма складається в освіті рухливих, досить пластичних плівок вторинних структур, які переміщаються по поверхні й заповнюють западини й нерівності (структури 1-го роду) (треба зробити рисунок). Поверхня стає дуже гладкою без скільки-небудь значних ознак рельєфу (треба зробити рисунок). Вторинні структури 1-го роду є тверді метастабільні розчини кисню в металі, а також евтектики різного ступеня насичення. Твердість вторинних структур 1-го роду перевищує твердість основи. Зношування структур 1-го роду відбувається шляхом переміщення тонких плівок по поверхні контакту з наступним винесенням їх з поверхні. Особливістю таких плівок є відсутність чіткої межі між ними та основним металом.
Інша форма окислювального зношування пов'язана з утворенням твердих і тендітних плівок на основі хімічних сполук кисню з металом - вторинних структур 2-го роду. Структури 2-го роду мають твердість, що значно перевищує твердість основного металу. Поверхня тертя відрізняється гетерогенність будови з наявністю ділянок, на які пройшло руйнування і видалення плівок (треба зробити рисунок). Механізм зношування захисних шарів 2-го роду полягає у виникненні в плівках окремих субмікротріщини, які потім розвиваються і призводять до відшарування плівок з поверхні металу. Руйнування сприяє підвищена крихкість структур 2-го роду, напруги в шарі, обумовлені різним питомим об'ємом оксиду і металу, а також відсутність досить міцного з'єднання плівки з основою (на що вказує чітка межа розділу між окісним шаром і основою).
Субрельєф поверхонь тертя, обладнаних вторинними структурами її типу, переважно обумовлений наявністю вирівняних ділянок, які покриті плівками, а також ділянок із руйнованою плівкою. Субмікрошорсткість вирівняних ділянок є незначною.
Збільшення значення субмікрорельєфу відбувається на тлі процесу припрацювання, при цьому важлива роль вихідного мікрорельєфу зменшується.
Відмітна різниця в масштабі величин шорсткостей, формованих під час структурно-енергетичної пристосованості, в порівнянні з шорсткостями, що виникають під час технологічної обробки та процесів пошкодження, виявляється через аналіз топографії поверхні.
Аналіз топографії поверхні можна здійснювати за допомогою сучасних вимірювальних приладів, наприклад, за допомогою інтерферометрів.
Також можна зазначити, що зношування, викликане втомою (Утомне зношування) або втомним викришуванням, настає внаслідок періодичної деформації матеріалу, що призводить до утворення дислокацій, які взаємодіючи, утворюють мікротріщини. Руйнування відбувається під впливом контактних напружень у поверхневому шарі, а ступінь зношування залежить від напружено-деформованого стану, фізико-механічних характеристик матеріалу та кінематики контакту. Опір втомі визначається станом поверхневого шару, залишковими напруженнями, концентрацією напруження, якістю обробки поверхні та рівнем експлуатації. Щодо інтенсифікації контактної втоми матеріалу, на неї впливають такі чинники, як частота навантаження, середовище, температура та коефіцієнт тертя.